# Merello (cognome)
Merello è un cognome di lingua italiana.

## Varianti
Merelli.

## Origine e diffusione
Cognome tipicamente ligure, è presente prevalentemente nel genovese.
Potrebbe derivare dal toponimo Merello in provincia di Alessandria, a sua volta derivato dal ligure merelu, "fragola di bosco".

## Persone
- Luigi Merello – imprenditore e politico italiano
- Rubaldo Merello – pittore italiano